# Ключ 202
Ключ 202 (иер. 黍) со значением «просо», 202 по порядку из 214 традиционного списка иероглифических ключей, используемых при написании иероглифов. Записывается 12 штрихами.
В словаре Канси под этим ключом содержится 46 иероглифов (из 49 030).

## Древние идеограммы

Вид ключа в Цзягувэнь
Вид ключа в Цзиньвэнь
Вид ключа в большой печати Чжуаньшу
Вид ключа в малой печати Чжуаньшу

## Примеры иероглифов
| Доп. черт | Иероглифы |
| --------- | --------- |
| 0         | 黍        |
| 3         | 䵑黎      |
| 4         | 䵒 䵓     |
| 5         | 黏        |
| 6         | 𪐀        |
| 8         | 䵔 䵕 䵖  |
| 9         | 䵗 䵘 䵙  |
| 10        | 䵚 黐     |
| 11        | 䵛        |
| 13        | 䵜        |

- Примечание: Ваш браузер может отображать иероглифы неправильно.